# Terratrèmol d'Indonèsia de desembre de 2016
El terratrèmol d'Indonèsia de desembre de 2016, també conegut pel nom de la regió que va resultar-ne més afectada, Aceh, va ser un terratrèmol de 6,5 Mw que es va produir el 7 de desembre de 2016, a les 05:03 hora local (UTC+06:00). El terratrèmol es va produir a una profunditat de 8,2 km, va ser categoritzat com un terratrèmol fort i poc profund. L'epicentre es va situar prop del poble de Reuleut, a Pidie Jaya Regency, 100 km a l'est de la capital provincial, Banda Aceh.